# Micreremites fatua
Micreremites fatua là một loài bướm đêm trong họ Erebidae.